# Ладейщиков, Сергей Васильевич
Сергей Васильевич Ладейщиков — советский государственный и политический деятель, председатель Омского областного исполнительного комитета.

## Биография
Родился в 1910 году. Член ВКП(б) с 1930 года.
С 1923 года — на общественной и политической работе. В 1923—1971 гг. — слесарь в Бийске, секретарь городского, районного комитета ВЛКСМ, заместитель начальника Политического отдела совхоза, 2-й, 1-й секретарь Тюкалинского райкома, первый секретарь Горьковского райкома ВКП(б), заведующий орготделом, 2-й секретарь Омского областного комитета ВКП(б) — КПСС, председатель Исполнительного комитета Омского областного Совета, начальник Омского областного управления по заготовке молока.
Избирался депутатом Верховного Совета РСФСР 3-го созыва, Верховного Совета СССР 5-го созыва.
Умер в 1987 году. Похоронен на Старо-Северном кладбище Омска.